# فيجيليوس

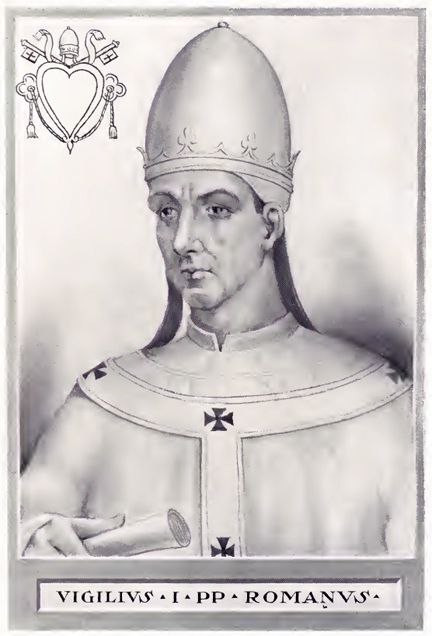
فيجيليوس

البابا فيجيليوس (باللاتينية: Vigilius) ـ (توفي في 7 يونيو 555) هو بابا الكنيسة الكاثوليكية في الفترة من 29 مارس 537 وحتى وفاته سنة 555، ويعد أول بابوات حقبة البابوية البيزنطية، التي امتدت بين عامي 537 و752.